# Nathan Homer Knorr
Nathan Homer Knorr (23 de Abril de 1905 — 8 de Junho de 1977) foi o terceiro presidente da Sociedade Torre de Vigia de Bíblias e Tratados, a mais antiga das sociedades jurídicas usada pelas Testemunhas de Jeová. Serviu nesse cargo entre 8 de Janeiro de 1942 e 8 de Junho de 1977. Foi precedido por Joseph Franklin Rutherford e sucedido na presidência por Frederick William Franz.

## Anos iniciais
Nathan Homer Knorr nasceu em Bethlehem, Pensilvânia, Estados Unidos, em 23 de Abril de 1905. Quando tinha 16 anos, associou-se com a Congregação Allentown dos Estudantes da Bíblia. Em 1922, assistiu ao congresso em Cedar Point, Ohio, após o qual decidiu abandonar a Igreja Reformista Holandesa. No ano seguinte, em 4 de Julho de 1923, foi batizado. O discurso do batismo foi proferido por Frederick William Franz.

## Ao serviço da Sociedade Torre de Vigia
Alguns meses depois de seu batismo, em 6 de Setembro de 1923, ingressou no Serviço de Betel, de Brooklyn. Foi designado para o Departamento de Expedição, e a sua capacidade administrativa foi logo percebida e aproveitada. Em 8 de Fevereiro de 1928, foi nomeado por Rutherford como co-responsável pela publicação da revista Idade de Ouro, agora a mundialmente conhecida Despertai!. Com o falecimento do Superintendente da Gráfica, Knorr foi  designado para servir nesse cargo a 23 de Setembro de 1932. Milton G. Henschel tornou-se secretário de Nathan H. Knorr, em 1939. Henschel continuou como seu secretário pessoal, mesmo depois de Knorr se tornar Presidente da Sociedade.
Em 11 de Janeiro de 1934, Knorr foi eleito membro da Directoria da Sociedade Torre de Vigia de Bíblias e Tratados de Nova Iorque, Inc. e, no ano seguinte, foi nomeado seu Vice-presidente. Em 10 de Junho de 1940, tornou-se Vice-presidente da Sociedade Torre de Vigia de Bíblias e Tratados de Pensilvânia. A sua eleição à presidência de ambas as sociedades e da sua congénere britânica, aconteceu em 13 de Janeiro de 1942. Hayden Cooper Covington era o Vice-presidente e Willian E. Van Amburgh, o Secretário-tesoureiro. A 5 de Outubro de 1945, Frederick William Franz torna-se o Vice-presidente.
Knorr discursou em centenas de congressos realizadas pelas Testemunhas de Jeová em todo o mundo, inclusive no maior Congresso Internacional (ou Assembleia Internacional como se designava na época) alguma vez realizado pelas Testemunhas de Jeová numa única cidade. Sob o tema Vontade Divina, entre os dias 27 de Julho a 3 de Agosto de 1958, na cidade de Nova Iorque, uma multidão de mais de mais de 250 mil pessoas lotaram simultaneamente o Campo de Pólo e o Estádio Ianque.
Casou-se com Audrey Mock, em 31 de Janeiro de 1953. Em meados de 1976, Knorr, então com 71 anos, observara que tinha a tendência de chocar com objectos. Exames posteriores indicaram que ele tinha um tumor cerebral inoperável. Por alguns meses, lutou para continuar a trabalhar, mas o prognóstico de sua saúde era ruim. Depois de alguns meses de enfermidade, veio falecer a 8 de Junho de 1977, na Fazenda da Torre de Vigia em Wallkill, em Nova Iorque.
Em 22 de Junho de 1977, duas semanas após a morte de  Knorr, Frederick William Franz, de 83 anos, foi eleito presidente da Sociedade Torre de Vigia

## Estruturação da Organização
Knorr é especialmente recordado pelo grande empenho em estruturar e organizar mundialmente as Testemunhas de Jeová. Em 28 de Setembro de 1942, foi inaugurada a Escola do Ministério Teocrático, com o fim de treinar os publicadores congregacionais em oratória e arte de ensino. Isto resultou no aumento exponencial de evangelizadores públicos e instrutores congregacionais. Em 1 de Fevereiro de 1943, foi inaugurada a Escola Bíblica de Gileade da Torre de Vigia, para treinar evangelizadores de Tempo Integral, homens e mulheres, para o Serviço Missionário que passaram a ser enviados para todos os cantos planeta. Em 1946, foi criada a Comissão de Tradução do Novo Mundo, com o objectivo de produzir uma nova versão da Bíblia, propriedade da Sociedade, visando a sua impressão em larga escala.
A 1 de Janeiro de 1956, a supervisão do funcionamento das filiais e congéneres da Sociedade Torre de Vigia e seus complexos gráficos, deixam de ser uma responsabilidade exclusiva do Presidente. Em 1958 foi inaugurada a Escola do Ministério do Reino, para dar treinamento periódico aos superintendentes (ou anciãos) congregacionais, superintendentes de circuito e de distrito. Os  membros das Comissões de Filial também passaram a receber treinamento periódico. Muitos destes, também cursaram a Escola Bíblica de Gileade da Torre de Vigia.
Em 1942, quando Knorr foi designado presidente da Sociedade, existiam 25 escritórios de filiais e congéneres da Sociedade Torre de Vigia. Em 1946, o número havia aumentado para 57. No fim da sua presidência, em 1976, o seu número já era de 97.
Em 1972, a liderança das Testemunhas de Jeová sobre assuntos doutrinais e procedimentos organizacionais, deixa de estar nas mãos do Presidente da Sociedade e da Directoria da Sociedade. Embora desde 1945, conforme a expressão usada na Assembleia-geral da Sociedade, fossem encarados como "um corpo governante", foi no início da década de 70, no Século XX, que surgiu definitivamente o actual conceito de Corpo Governante das Testemunhas de Jeová, um órgão colegial, distinto e independente da Directoria da Sociedade Torre de Vigia, e que é reconhecido pelas Testemunhas de Jeová em toda a Terra como possuindo a responsabilidade religiosa e administrativa de coordenar os esforços de toda a organização.

## Viagens ao serviço da Sociedade Torre de Vigia
Ansioso de saber das necessidades das Testemunhas de Jeová nos países devastados pela guerra, o presidente da Sociedade, Knorr, com o seu secretário, Milton George Henschel, iniciou uma viagem em Novembro de 1945 pela Grã-Bretanha, França, Suíça, Bélgica, Países Baixos e Escandinávia. Eles tinham por objectivo a reorganização pós-guerra, reactivando as filiais. Providenciou-se o envio de publicações, bem como de alimentos e de roupas aos em necessidade. Várias publicações da Sociedade Torre de Vigia incluem referências a essas e muitas outras viagens, tais como:
| - África do Sul - w89 1/4 28; yb07 105, 108 - Alasca - yb85 152, 159-60 - Argentina - yb01 156-7 - Austrália - yb84 97-9, 104, 107-8 - Áustria - yb89 92 - Barbados - yb89 179 - Bélgica - yb85 125, 137 - Belize - (Honduras Britânicas) w90 15/4 23; yb10 213, 216 - Birmânia - (actual Mianmar) yb80 49-72 - Bolívia - yb86 79-80, 91 - Brasil - w87 1/4 25-6 - Canadá - yb80 146 - Caribe - yb89 179 - Chile - yb83 52-94 - Chipre - w02 1/3 23; yb95 82, 84-86, 99 - Colômbia - yb90 80 - Coreia do Sul - yb88 174-186 - Costa Rica - yb88 214-233 - Costa do Marfim) yb82 184-91 - Curaçau - yb02 89-90, 107, 109 - Dinamarca - w02 1/10 23; w03 1/11 23-24; yb93 106 - El Salvador - yb82 66-125 - Equador - yb89 207-9; w83 15/3 29-31 - Espanha - yb79 163-254 - Fiji - yb85 185-198 - Filipinas - yb79 103-131 - Finlândia - yb90 177-81 - França - yb81 113-138 - Grã-Bretanha - w89 1/4 28; w88 1/3 13-14; w02 1/3 22 - Guatemala - g76 8/7 23 - Guiana - yb05 152-153, 198 - Havaí - yb91 92-100 - Hong Kong - yb92 26 - Índia - yb78 75-135 - Islândia - yb05 244-245 - Israel - yb81 233-4 - Itália - yb83 180-236 | - Jamaica - g85 8/3 21, 22/3 16, 22/4 22 - Japão - w88 1/5 24-5; w03 1/10 27 - Jordânia - yb81 226 - Líbano - yb81 185-202; w01 1/9 24 - Libéria - yb78 148, 167 - Madagáscar - yb00 234 - Malaísia - yb93 241 - Malaui - yb99 160-161 - México - yb95 199, 201, 216; jv 459 - Nicarágua - yb03 74, 80 - Nigéria - yb86 209-246 - Noruega - yb78 229-5; yb12 127, 137 - Nova Zelândia - yb82 241-250 - Países Baixos - yb86 173, 183 - Palestina - yb81 223-4 - Panamá - yb78 246-249 - Papua-Nova Guiné - yb79 71 - Peru - yb80 199-230 - Porto Rico - yb87 76-7 - Portugal - yb84 149-234 - República Dominicana - w81 1/3 8 - Quénia - yb92 84-5, 132; yb99 27; yb10 70, 80 - Senegal - yb80 238 - Ilhas Sotavento - yb80 195 - Suécia - yb91 170-1 - Suíça - yb87 169-202 - Suriname - yb90 200-210 - Tailândia - yb91 206-221 - Taiti - yb85 245; yb05 106 - Trinidad - w84 1/1 26 - Trinidad e Tobago - yb87 231-237 - Tchecoslováquia - w04 1/11 26-27; g02 22/12 22-23 - Uruguai - w86 15/2 28 - Venezuela - w89 15/6 22 - Zâmbia (Rodésia do Norte): yb06 175, 178, 248-249; jv 269 - Zimbábue - w89 1/4 29 |

A lista apresentada usa a abreviatura da publicação respectiva, seguida da data e ano da publicação (se necessário) e da página onde se encontra a informação. As abreviaturas usadas correspondem às seguintes publicações da Sociedade Torre de Vigia:
- jv - Testemunhas de Jeová - Proclamadores do Reino de Deus, 1993
- yb - Anuário das Testemunhas de Jeová
- w - A Sentinela
- g - Despertai!

### Sites oficiais das Testemunhas de Jeová
- (em português) - Site oficial das Testemunhas de Jeová
- (em português) - Tradução do Novo Mundo das Escrituras Sagradas Bíblia on-line

### Outras ligações de interesse
- (em português) - Triângulos Roxos - As vítimas esquecidas do Nazismo
- (em inglês) - Museu do Holocausto em Washington - Seção reservada às Testemunhas de Jeová